# Magdalenowo
Magdalenowo [pronunciación en polaco: /maɡdalɛˈnɔvɔ/] es un pueblo ubicado en el distrito administrativo de Gmina Suwałki, dentro del condado de Suwałki, Voivodato de Podlaquia, en el noreste de Polonia. Se encuentra a unos 12 kilómetros al este de Suwałki y a 108 kilómetros al norte de la capital regional Białystok.
El pueblo tiene una población de 20 habitantes.